# سودو (لغة)
سودو (تعرف أيضًا في المسيحية، بـ(kəstane)، وكانت تسمى سابقًا بـ(Aymälläl) في المصادر الغربية، نسبة إلى لهجة معينة منها) هي لغة جراجية يتحدث بها ربع مليون شخص في جنوب شرق إثيوبيا. وهي لغة سامية إثيوبية من عائلة اللغات جوراجية الفرعية الشمالية. يعيش متحدثوها الأصليون، شعب سودو جراجي أو الشعب الكستاني، في منطقة نسب عليها أسمهم، منطقة سودو في جراجي جنوب إثيوبيا.[بحاجة لمصدر]